# Неологизъм
Неологизъм (на гръцки език – νεολογισμός, от νέος – нов и λόγος – дума), новословие или новодумие в езикознанието е дума, която се е появила в езика и (в тесен смисъл) която е приета в научни речници.
Словното богатство на всички езици малко или много се променя постоянно, някои думи се появяват, други отпадат (архаизми). Неологизмите и архаизмите са относителни понятия в историята на езиците. Някои архаизми навлизат наново в езика, а и някои неологизми стават в течение на времето архаизми. В немския език например само през последните години са се появили 8 хил. думи, кодифицирани в официалния речник „Дуден“. Думи, които са употребени еднократно от някого или известно време в тесни среди (жаргон) не са неологизми и не се намират в речници. Причина за появата на нови думи са развитието на техниката, културата, обществените отношения и др. Например думата „сайт“ е неологизъм в българския език, но въпросът дали някои термини, примерно технически, са неологизми или рядко употребявани думи е спорен.
„Неологизъм“ може да е освен една „нова дума“, така и „дума с ново значение“, както и „нова съставна дума“, съкратена дума, акроним, криптограма и др. Правописът и произношението на неологизми, които са заимки от чужди езици, често едва след известно време придобиват кодифицираната си, общопризната и общоупотребявана форма. Консервативната лингвистика и някои обществени среди се отнасят враждебно към много неологизми, особено чуждиците, напр. нърд. За пояснение или определяне като синоними силогизмите се пишат понякога в кавички или скоби.
Иван Вазов и Петко Р. Славейков са създали много неологизми в българския език. Сред тях са думите стремеж, летеж, влак, лъх и блян.

## Речници
- John Algeo, Fifty years among the new words: a dictionary of neologisms, 1941 – 1991, Cambridge: CUP, 1991 (ISBN 0-521-41377-X)
- Alfred Heberth, Neue Wörter. Neologismen in der deutschen Sprache seit 1945, Wien: Verlag der Wissenschaft, 1977